# Jean Carlo Agüero
Jean Carlo Agüero Duarte (Grecia, Alajuela, Costa Rica, 6 de julio de 1993) es un futbolista costarricense que juega de defensa en la Asociación Deportiva San Carlos de la Primera División de Costa Rica.

## Trayectoria

### A. D. Alajuela Junior
Agüero debutó en la Segunda División con el equipo de Alajuela Junior, filial de Alajuelense, el 11 de agosto de 2012 en el compromiso que enfrentó a Guanacasteca en el Estadio Morera Soto. El futbolista completó la totalidad de los minutos y anotó un gol en la victoria por 3-2.

### L. D. Alajuelense
Representó al club absoluto liguista en la serie de octavos de final del Torneo de Copa 2013, siendo titular en la totalidad de los minutos en la victoria global de 4-3 sobre la Universidad de Costa Rica. Asimismo, estuvo en los cuartos de final ante Carmelita.
Su promoción al primer plantel de Alajuelense le permitió consagrarse campeón del Invierno 2013.
Jean Carlo tuvo su debut como rojinegro en la máxima categoría el 12 de marzo de 2014, por la decimotercera fecha del Campeonato de Verano. De la mano del entrenador Óscar Ramírez, el defensor alcanzó la titularidad y disputó los 90 minutos de la derrota 4-2 ante Limón.
El 18 de octubre de 2014 marca su primer tanto, el cual significó el triunfo de 2-1 sobre Pérez Zeledón.
Después de quedar subcampeón del Verano 2016, la dirigencia le buscaría nuevo equipo para la siguiente temporada, teniendo posibilidades de marcharse a préstamo a San Carlos o a Carmelita.

### Municipal Grecia
A mediados de 2016 fue prestado al Municipal Grecia de la Segunda División, equipo dirigido por Walter Centeno, disputando únicamente el Torneo de Apertura.

### L. D. Alajuelense
Tras regresar a Alajuelense, Jean Carlo vivió su momento de mayor regularidad en el club a partir del Campeonato de Verano 2017, cuando era manejado por el entrenador español Benito Floro. En esta competición alcanzó once apariciones y además varió su posición de defensor a volante de contención.

### Municipal Grecia
El 14 de diciembre de 2017, el defensa rechazó una propuesta de renovación con los liguistas para firmar en el Municipal Grecia, club que le ofreció mejores condiciones económicas y que el propio técnico Walter Centeno lo solicitó al plantel.
En su primera campaña como griego, Agüero rápidamente se convirtió en uno de los líderes en el centro de la defensa, donde además asumió la capitanía. Para el Torneo de Clausura 2018, fue inamovible con veinte presencias de veintidós para alcanzar 1800 minutos. Su regularidad también se extendió en los certámenes de Apertura 2018 y Clausura 2019.
Desde el 17 de marzo de 2019, se dio el rumor para un posible vínculo del jugador al Deportivo Saprissa. El 30 de abril, la dirigencia de Grecia confirmó que Agüero dejaría el equipo para fichar con los morados, aunque este conjunto aún no lo haya oficializado.

### Deportivo Saprissa
El 22 de mayo de 2019, el Deportivo Saprissa formaliza la contratación del jugador por un año, equivalente a dos torneos cortos.
Debutó en la primera fecha del Torneo de Apertura 2019 contra San Carlos, en la que fue titular con la dorsal «5» y vio a su equipo caer por 1-0. El 26 de noviembre se proclama campeón de Liga Concacaf, tras vencer en la final al Motagua de Honduras.
Jugó la jornada inaugural del Torneo de Clausura 2020 el 11 de enero frente a San Carlos en el Estadio Carlos Ugalde. Agüero entró de cambio al minuto 81' por Manfred Ugalde y el marcador terminó en victoria por 0-1. El 29 de junio alcanzó su primer título nacional con Saprissa, luego de superar la serie final del campeonato sobre Alajuelense. El 2 de julio se anunció su salida del club.

## Selección nacional

### Categorías inferiores
El 7 de febrero de 2013, el entrenador Jafet Soto entregó la lista de convocados de la Selección Sub-20 de Costa Rica, en la que apareció Jean Carlo Agüero para enfrentar el Campeonato de la Concacaf de la categoría. El defensor quedó en la suplencia en los dos duelos de la fase de grupos contra Haití (victoria 1-0) y Estados Unidos (derrota 1-0). Hizo su debut el 26 de febrero, por los cuartos de final ante Cuba en el Estadio Olímpico de la BUAP. Agüero fue titular con la dorsal «19» y su escuadra fue eliminada con cifras de 2-1. Debido a esto, se quedó sin la posibilidad de ir al Mundial de Turquía.
En marzo de 2013 también formó parte de la nómina de Soto que disputó los Juegos Centroamericanos. En su debut marcó uno de los goles en la victoria 3-0 sobre Belice. Después su escuadra se impuso 2-0 a Nicaragua y 3-0 a El Salvador, para terminar líder del grupo A. El 15 de marzo pierde la final ante Honduras, quedándose con la medalla de plata.

#### Participaciones en juveniles
| Competición                           | Sede     | Resultado        |
| ------------------------------------- | -------- | ---------------- |
| Campeonato Sub-20 de la Concacaf 2013 | México   | Cuartos de final |
| Juegos Centroamericanos 2013          | San José | Medalla de plata |

## Estadísticas

### Clubes
Actualizado al último partido jugado el 24 de junio de 2020.
| A. D. Alajuela Junior Costa Rica |               |               |     |   |   |   |   |    |     |   |
| 2.ª | 2012-13       | 17            | 1   | — | — | — | — | 17 | 1   |   |
| Total club | Total club    | 17            | 1   | — | — | — | — | 17 | 1   |   |
| L. D. Alajuelense Costa Rica |               |               |     |   |   |   |   |    |     |   |
| 1.ª | 2013-14       | 1             | 0   | 4 | 0 | 0 | 0 | 5  | 0   |   |
| 1.ª | 2014-15       | 7             | 1   | 2 | 0 | 0 | 0 | 9  | 1   |   |
| 1.ª | 2015-16       | 0             | 0   | 0 | 0 | — | — | 0  | 0   |   |
| Total club | Total club    | 8             | 1   | 6 | 0 | 0 | 0 | 14 | 1   |   |
| Municipal Grecia Costa Rica |               |               |     |   |   |   |   |    |     |   |
| 2.ª | 2016-17       | ?             | ?   | — | — | — | — | ?  | ?   |   |
| Total club | Total club    | ?             | ?   | — | — | — | — | ?  | ?   |   |
| L. D. Alajuelense Costa Rica |               |               |     |   |   |   |   |    |     |   |
| 1.ª | 2016-17       | 11            | 0   | — | — | — | — | 11 | 0   |   |
| 1.ª | 2017-18       | 6             | 1   | — | — | 1 | 0 | 7  | 1   |   |
| Total club | Total club    | 17            | 1   | — | — | 1 | 0 | 18 | 1   |   |
| Municipal Grecia Costa Rica |               |               |     |   |   |   |   |    |     |   |
| 1.ª | 2017-18       | 20            | 0   | — | — | — | — | 20 | 0   |   |
| 1.ª | 2018-19       | 41            | 0   | — | — | — | — | 41 | 0   |   |
| Total club | Total club    | 61            | 0   | — | — | — | — | 61 | 0   |   |
| Deportivo Saprissa Costa Rica |               |               |     |   |   |   |   |    |     |   |
| 1.ª | 2019-20       | 30            | 0   | — | — | 6 | 0 | 36 | 0   |   |
| Total club | Total club    | 30            | 0   | — | — | 6 | 0 | 36 | 0   |   |
| Total carrera | Total carrera | Total carrera | 133 | 3 | 6 | 0 | 7 | 0  | 146 | 3 |
| (1) Incluye datos del Torneo de Copa (2013-15). (2) Incluye datos de la Liga de Campeones de la Concacaf (2013-20) / Liga Concacaf (2017-19). (3) No incluye goles en partidos amistosos. |               |               |     |   |   |   |   |    |     |   |

## Palmarés

### Títulos nacionales
| Título                         | Club               | País       | Año  |
| ------------------------------ | ------------------ | ---------- | ---- |
| Primera División de Costa Rica | L. D. Alajuelense  | Costa Rica | 2013 |
| Primera División de Costa Rica | Deportivo Saprissa | Costa Rica | 2020 |

### Títulos internacionales
| Título        | Club               | País     | Año  |
| ------------- | ------------------ | -------- | ---- |
| Liga Concacaf | Deportivo Saprissa | Concacaf | 2019 |